# Boris Sjaposjnikov
Boris Michailovitsj Sjaposjnikov (Russisch: Бори́с Миха́йлович Ша́пошников) (Zlato-oest, 20 september 1882 – Moskou, 26 maart 1945) was een maarschalk van de Sovjet-Unie die vocht in de Tweede Wereldoorlog.

## Militaire opleiding
Sjaposjnikov stamde af van kozakken van Orenburg.
Van 1893 tot 1900 volgde hij de vakschool te Krasno-oefimsk. In 1901 ging hij naar de officiersschool van het Keizerlijk Russisch Leger te Moskou, waar hij in 1903 afstudeerde met de rang van onderluitenant.
Van 1903 tot 1907 diende hij in het 1e bataljon van Turkestan te Tasjkent. In 1906 werd hij luitenant.
Van 1907 tot 1910 studeerde hij aan de militaire academie van de generale staf. Hij keerde daarna terug naar zijn regiment in Tasjkent.
In 1912 ging hij met de graad van kapitein naar de generale staf als adjudant bij de staf van de 14e divisie cavalerie.

## Eerste Wereldoorlog
In 1915 was hij kort stafofficier bij de algemene kwartiermeester van het Noordwestelijk Front van de Eerste Wereldoorlog, Michail Dmitrijevitsj Bontsj-Broejevitsj. In november 1915 werd hij stafchef van de brigade kozakken en in december werd hij luitenant-kolonel. Van 1916 tot 1917 was hij stafchef van verschillende eenheden.
Vanaf september 1917 was hij bevelhebber van het 16e Mingrelische regiment grenadiers van de Kaukasus en in augustus werd hij kolonel. In 1917 steunde hij de Russische Revolutie.
In 1918 werd Sjaposjnikov ziek en kreeg hij buiten het leger een post als secretaris bij het gerecht. In mei 1918 vervoegde hij het Rode Leger als een van de weinige officieren met een militaire opleiding. Hij werd meteen plaatsvervangend hoofd van de operaties van de staf van de opperste raad.

## Interbellum
Vanaf 1919 as hij plaatsvervangend stafchef van de volkscommissaris voor militaire en marineaangelegenheden van Oekraïne.
1921 werd Sjaposjnikov plaatsvervangend opperbevelhebber van het Rode Leger.
In 1925 werd hij opperbevelhebber van het Militair district Leningrad en in 1927 van het Militair district Moskou.

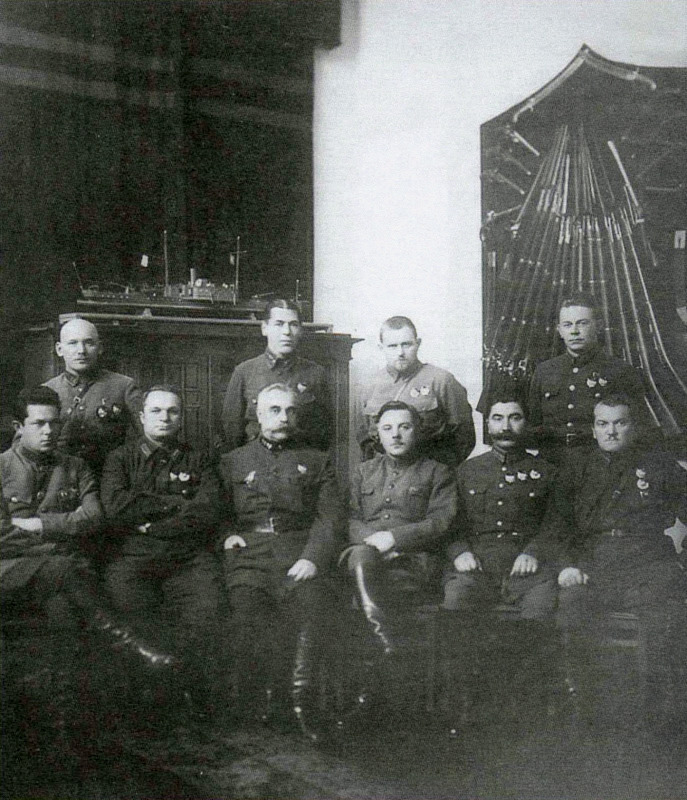
De militaire revolutionaire raad in 1927 Sjaposjnikov achteraan tweede van links

Van 1928 tot 1931 was hij stafchef van het Rode Leger in plaats van Michail Toechatsjevski.
In 1929 schreef hij Mozg Armii (Мозг армии, het brein van het leger) in twee delen. Jozef Stalin had er een exemplaar van op zijn bureautafel liggen.
Terwijl Stalin alle anderen aansprak met “Kameraad” sprak hij Sjaposjnikov als enige aan met het beleefde “Boris Michailovitsj”.
In 1930 werd Sjaposjnikov lid van de Communistische Partij van de Sovjet-Unie. Het centraal comité besliste dat de verplichte wachttijd voor hem niet van toepassing was.
In 1931 werd hij bevelhebber van het militair district Wolga-Oeral. In 1932 werd hij commandant en commissaris van de Froenzeacademie. Op 20 november 1935 werd hij opperbevelhebber van het militair district Leningrad.

## Grote Zuivering

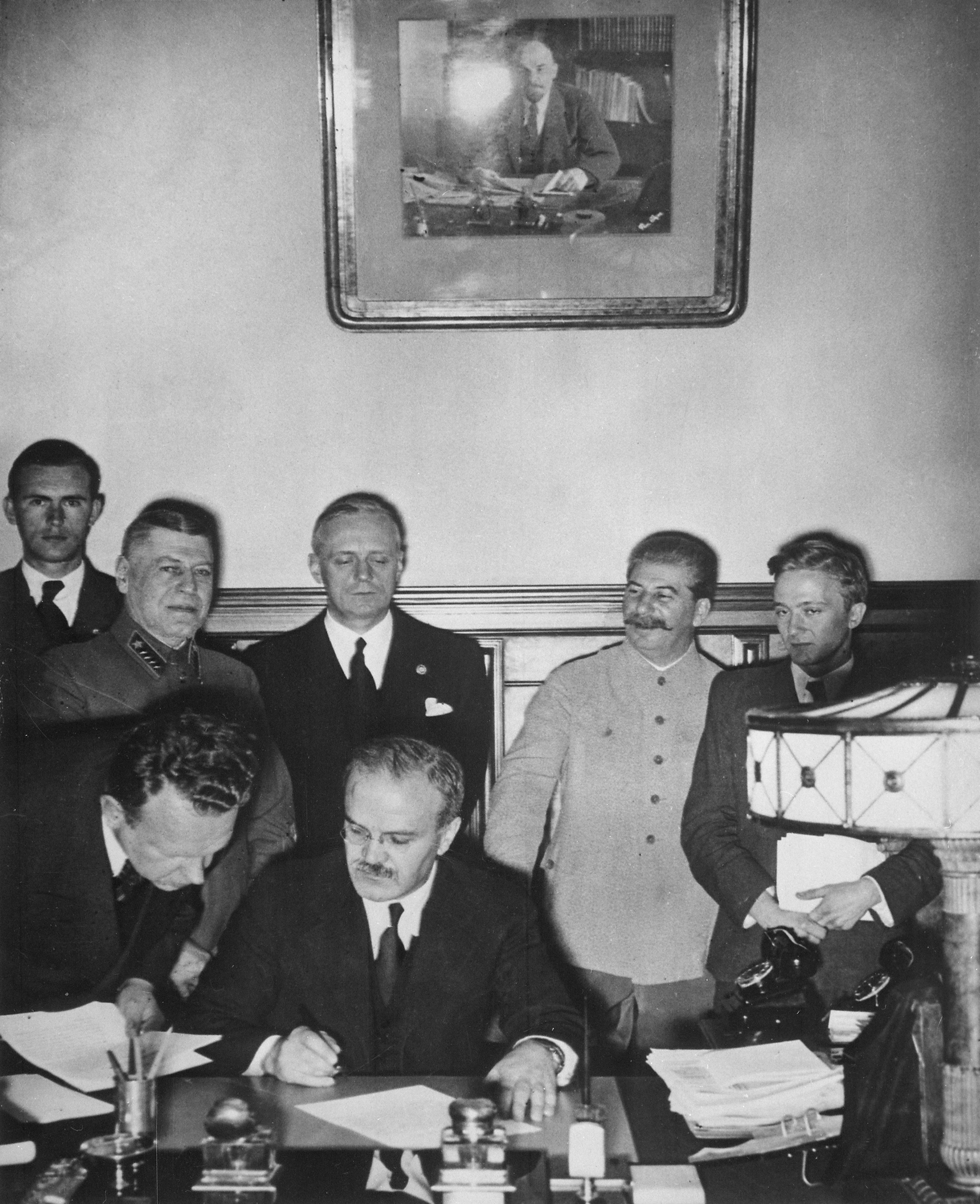
Boris Sjaposjnikov (achteraan 2e van links) bij de ondertekening van het Molotov-Ribbentroppact in 1939

Hij getuigde tegen Michail Toechatsjevski in de Moskouse Processen van 1937. In 1937 werd hij chef van de generale staf en plaatsvervangend volkscommissaris voor landsverdediging in plaats van Aleksander Jegorov, ook slachtoffer van de Grote Zuivering van het Rode Leger. In 1939 werd hij lid van de Communistische partij van de Sovjet-Unie.
In 1939 keurde Stalin het plan van Sjaposjnikov goed om de sterkte van het Rode Leger snel weer op te bouwen. Sjaposjnikov verkreeg de vrijlating uit de Goelags van 4000 officieren die hij dacht nodig te hebben.

## Winteroorlog
In 1940 werd hij Maarschalk van de Sovjet-Unie en plaatsvervangend volkscommissaris voor landsverdediging. In 1940 plande Sjaposjnikov de invasie van Finland, maar hij was minder optimistisch dan Stalin en Kliment Vorosjilov. De Winteroorlog verliep niet naar wens en in augustus 1940 nam Sjaposjnikov ontslag als stafchef.

## Tweede Wereldoorlog
Toen Duitsland de Sovjet-Unie binnenviel met Operatie Barbarossa werd Sjaposjnikov teruggeroepen als stafchef ter vervanging van Georgi Zjoekov, die naar het front gestuurd was. Hij werd tegelijk Volkscommissaris voor Landsverdediging.
Op 10 mei 1942 nam hij opnieuw ontslag als stafchef om gezondheidsredenen. Hij had zijn opvolger Aleksandr Vasilevski opgeleid, maar bleef Stalin raad geven. Sjaposjnikov geldt ook als leraar van Aleksej Antonov en Sergej Sjtemenko.
Hij werd in juni 1943 bevelhebber van de Militaire academie van de generale staf van de gewapende machten in de Sovjet-Unie.
De urne met zijn as is bijgezet in de Kremlinmuur-necropolis op het Rode Plein in Moskou.
Een Russische torpedobootjager Maarschalk Sjaposjnikov (BPK 543) is naar hem genoemd.

## Onderscheidingen

### Keizerrijk Rusland
- Orde van Sint-Anna
  - Tweede Klasse met Zwaarden op 1 november 1916
  - Derde Klasse met Zwaarden en Boog in 1915
  - Vierde Klasse op 26 oktober 1914
- Orde van Sint-Vladimir
  - Vierde Klasse met Zwaarden en Boog op 2 november 1914
- Orde van Sint-Stanislaus
  - Derde Klasse met Zwaarden en Boog op 22 juli 1916

### Sovjet-Unie
- Driemaal Leninorde op 31 december 1939, 3 oktober 1942 en 21 februari 1945
- Tweemaal Orde van de Rode Banier op 14 oktober 1921 en 3 november 1944
- Orde van Soevorov, 1e Klasse op 22 februari 1944
- Tweemaal Orde van de Rode Ster op 15 januari 1934 en 22 februari 1938
- Jubileummedaille voor XX Jaar Rode Leger van Arbeiders en Boeren op 22 februari 1938
- Medaille voor de Verdediging van Moskou op 1 mei 1944

- Bibliothèque nationale de France: cb11139963n (data)
- Gemeinsame Normdatei: 1279664029
- International Standard Name Identifier: 0000 0000 8370 3561
- Library of Congress Control Number: n84081066
- Nationale Bibliotheek van Tsjechië: js2006303684
- Nationale Bibliotheek van Polen: a0000001731667
- Système universitaire de documentation: 118601008
- Virtual International Authority File: 32793431
- WorldCat: E39PBJqQwWW9gqhQ4XKmCHrpfq